# Платинаалюминий
Платинаалюминий — бинарное неорганическое соединение
платины и алюминия
с формулой AlPt,
кристаллы.

## Получение
- Спекание стехиометрических количеств чистых веществ:

{\displaystyle {\mathsf {Al+Pt\ {\xrightarrow {1554^{o}C}}\ AlPt}}}

## Физические свойства
Платинаалюминий образует кристаллы
кубической сингонии,
пространственная группа P 213,
параметры ячейки a = 0,4864 нм, Z = 4,
структура типа силицида железа FeSi
.
Соединение конгруэнтно плавится при температуре 1554°C.